# علم شمال هولندا
علم شمال هولندا هو علم مقاطعة شمال هولندا في هولندا. صمم العلم من قبل مجلس المقاطعة في 22 أكتوبر 1958 . ينقسم العلم أفقياً إلى ثلاث أقسام متساوية وهي بالألوان أصفر، أحمر وأزرق حسب الترتيب من الأعلى إلى الأسفل. أشتقت هذه الألوان من شعار النبالة الخاص بالمقاطعة.